# Loi de naturalisation de 1870
La Loi de naturalisation de 1870 est une loi fédérale américaine qui crée un système de contrôle pour le processus de naturalisation et des sanctions pour les pratiques frauduleuses. Elle est également connue pour étendre le processus de naturalisation aux « étrangers de naissance africaine et aux personnes d'ascendance africaine ». Les autres non-blancs ne sont pas inclus dans cette loi et restent exclus de la naturalisation en vertu de la Loi de naturalisation de 1790 (en). La loi de 1870 est votée par le 41e Congrès des États-Unis et promulguée par le président Ulysses S. Grant le 14 juillet 1870.
Le projet de loi de naturalisation est présenté par le représentant républicain Noah Davis (en) de New York à la Chambre des représentants comme projet de loi H.R. 2201 et le sénateur républicain Roscoe Conkling de New York co-parraine le projet de loi au Sénat. Bien que la loi est entrée en vigueur au Congrès des États-Unis durant la période de reconstruction après la guerre de Sécession, elle n'est souvent pas mentionnée dans le groupe des grands projets de loi passés et adoptés au cours de cette période.

## Source de la traduction
- (en) Cet article est partiellement ou en totalité issu de l’article de Wikipédia en anglais intitulé « Naturalization Act of 1870 » (voir la liste des auteurs).